# Герб Молдовы
Герб Молдовы (рум. Stema Republicii Moldova) — официальный государственный символ Молдовы; один из главных государственных символов Молдовы, наряду с Государственным флагом и Государственным гимном.

## Описание
Герб Молдовы представляет собой пересечённый щит, в верхней части которого — красное поле, в нижней — синее. В центре щита изображена голова тура, между рогами которого расположена восьмилучевая звезда, справа от головы — пятилепестковая роза, слева — полумесяц, обращённый и слегка наклонённый влево. Все элементы на щите золотистые (жёлтые). Щит помещён на груди орла, держащего в клюве золотой крест (орёл-крестоносец), в когтях: справа — зелёную оливковую ветвь, слева — золотой скипетр.
Орёл с крестом в клюве символизирует древнеримское происхождение молдаван, оливковая ветвь — мир, а скипетр — идею суверенитета.
Герб Молдовы расположен в центре флага Молдовы.
Малый герб Республики Молдова, повторяющий композицию щита с Государственного герба: в щите, пересеченном червленью и лазурью, наложенная голова тура прямо, сопровождаемая между рогами восьмилучевой звездой, справа — геральдической розой и слева — убывающим полумесяцем, всё золотое.

## История создания
Весной 1990 года Верховный Совет МССР объявил конкурс на создание нового государственного герба взамен герба Молдавской ССР. По итогам конкурса были выбраны два проекта: художника Георге Врабие и группы авторов в составе Симеона Одайника, Владимира Мискевки, Александра Колыбняка и Иона Негря. 27 апреля 1990 года вопросы об изменении статей 167 и 168 Конституции Молдавской ССР о гербе и флаге были включены в повестку дня заседания Верховного Совета, но вопрос о гербе был снят с обсуждения после того, как оба проекта получили серьёзные замечания со стороны депутатов.
В проекте группы С. Одайника изображалось: в пересеченном червлёно-лазоревом щите голова тура, пятиконечная звезду между его рогами, справа от головы тура солнце, а слева — полумесяц, вокруг щита — дубовый венок и сверху корона из пшеничных колосков. Пересечённый червлёно-лазоревый щит взят с герба Молдавского княжества середины XIX века и герба Соединённых княжеств Валахии и Молдавии.
12 мая 1990 года Верховный Совет объявил уже международный конкурс и было назначено жюри конкурса, в которое вошли 13 депутатов, в числе которых Мирча Снегур (председатель), Ион Боршевич, Николае Дабижа, Михай Которобай и другие. Группа Симеона Одайника от участия в новом конкурсе отказалась. Было представлено 130 работ, выполненных ста художниками. Цветные фотографии шести лучших работ повезли в Бухарест, в румынскую государственную комиссию по геральдике. Парламентская комиссия по подготовке проекта герба отобраны два проекта — Георге Врабие и Андрея Мудри.
Проект Андрея Мудря разработан в сотрудничестве с историками Владом Мискевкой и Ионом Негрей. Он представлял собой «пересечённый щит, красно-синее поле, в центре голова тура, меду рогами 8-конечная звезда, по сторонам солнце и луна. Щит поддерживали два крылатых дракона даков».
Румынская сторона поддержала вариант, предложенный художником Георге Врабие. Этот вариант практически повторяет герб Кишинёва времён румынской оккупации Бессарабии и визуально напоминает герб королевской Румынии. Вице-председатель комиссии по геральдике Румынии Мария Догару стала соавтором герба по вопросам теории. Ей принадлежала мысль разместить в нижней части рисунка оливковую ветвь, отражающую стремление народа к миру. Первоначально орёл был заключён в щит, но его было решено убрать.
Однако, парламентская комиссия по подготовке проекта герба ССР Молдова, руководимая председателем Верховного Совета ССР Молдова Мирчей Снегуром, поддержала проект Андрея Мудри с изображением молдавского средневекового герба в обрамлении дубовых ветвей, увенчанный короной из шести колосьев с крестом. 2 ноября 1990 года варианты нового герба рассмотрел Президиум Верховного Совета и утвердил проект группы А. Мудри. На следующий день, когда встал вопрос об утверждении герба под окнами парламента собралось несколько сот манифестантов и батальон «Тирас-Тигина». Манифестанты угрожали разделаться с депутатами. В этой обстановке активисты «Народного фронта» через чёрный ход внесли вариант герба Врабие и потребовали его принятия. В результате за проект герба Врабие-Догару проголосовали 243 депутата, двое — против, 11 — воздержались. Вскоре изображение государственного герба по заказу газеты «Молдова Суверанэ» было отпечатано в типографии издательства «Универсул» тиражом в 20 тысяч экземпляров.

Проект герба группы С. Одайника
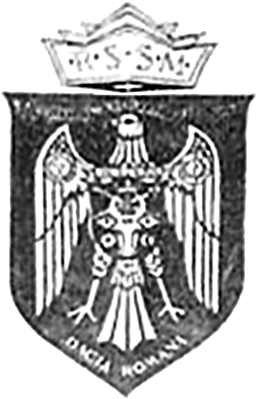
Проект герба Г. Врабие
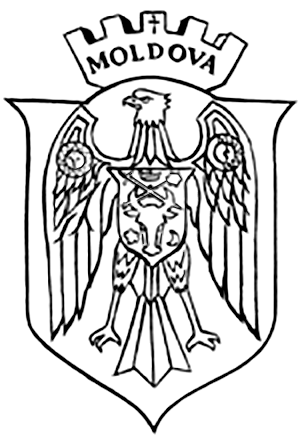
Герб Кишинёва времён румынской оккупации
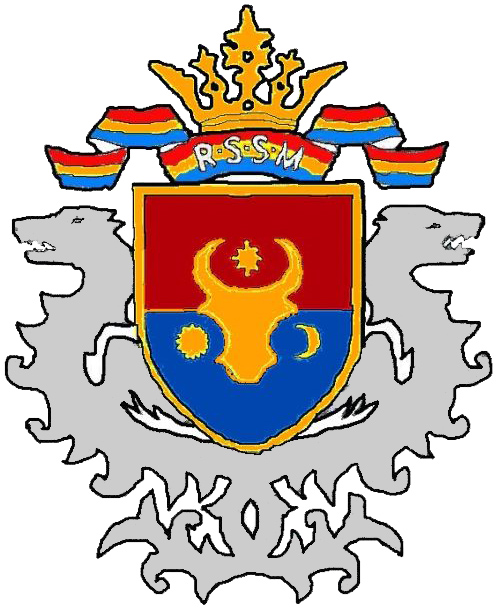
Проект герба группы А. Мудря с «драконами даков»
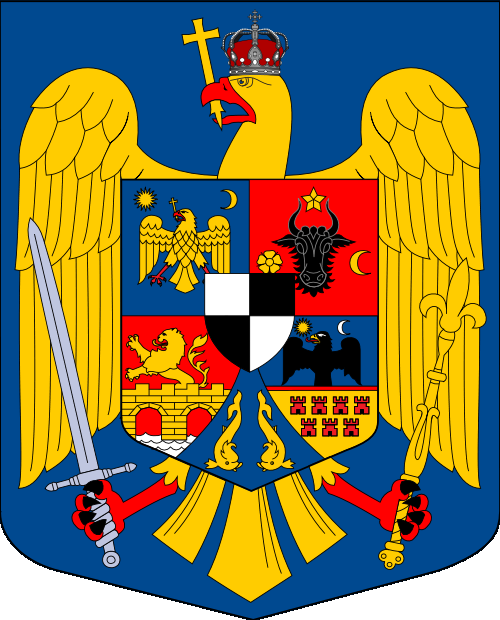
Малый герб Королевства Румыния, 1921—1947

## Исторические гербы Молдовы

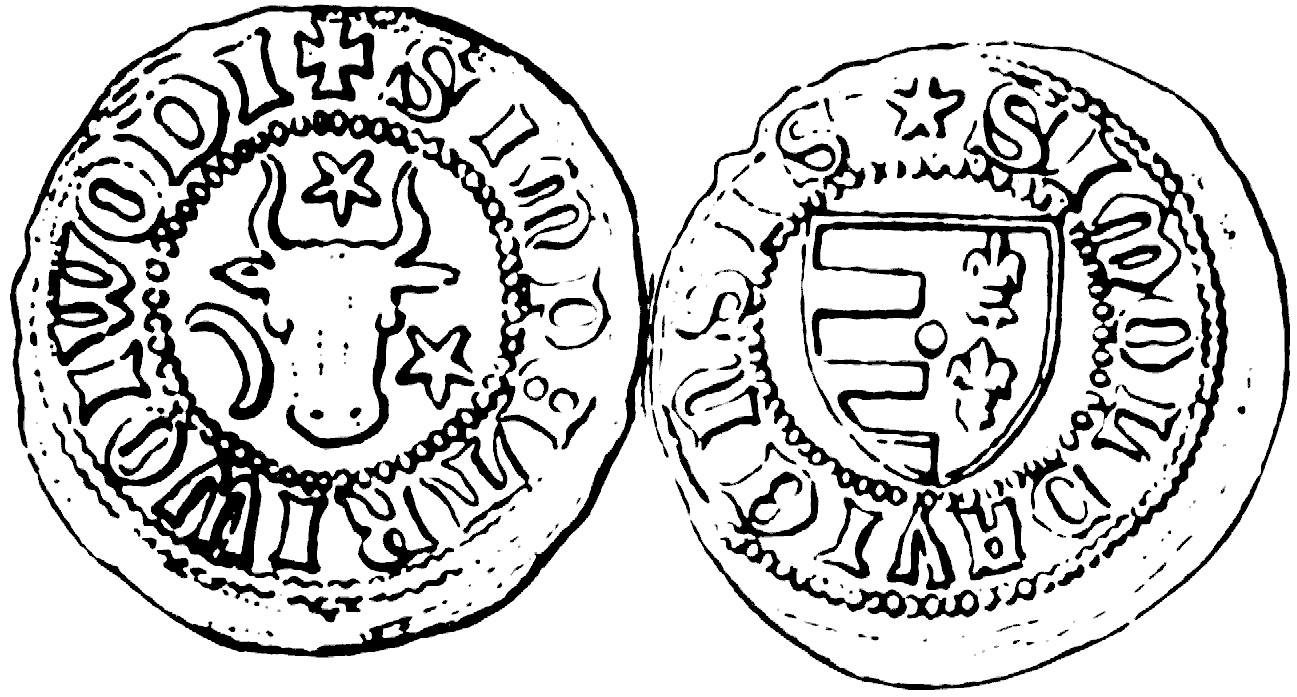
Первое известное изображение герба на монете Петра I Мушата, 1375—1391

### Молдавское княжество
Центральной геральдической фигурой герба Молдавского княжества, является голова тура (зубра). Когда и в какой среде возникло представление о символе суверенной территории в виде головы тура, исследователи не смогли пока ответить с определённой уверенностью. Некоторые из них пытались рассмотреть происхождение символа в виде головы тура через призму древнего охотничьего культа, существовавшего в Северных Карпатах и оканчивавшегося убиением и жертвоприношением тура (зубра) на берегу реки, что, в частности, может объяснить как легенду об основании Молдовы, так и геральдическое изображение только головы, а не всего животного.
И. Н. Мэнеску, опираясь на легенду о Драгоше, предполагает, что этот древний культ — убиение зверя — является символом покорения и устранения местного династа, обладавшего родовым знаком в виде головы тура. Р. Гассауэр обнаруживает ряд геральдических изображений в виде головы тура (зубра) в гербах разных стран и провинций (Мекленбург-Шверин, Мекленбург-Стрелиц, Сигет-Марамуреш), в родовых гербах венгерского дворянина Баласса, шведа Оксенштерна, в польских гербах (Глова Бавола, Венява), а также в гербах городов Калиц и Познань. Он же выдвинул гипотезу о том, что один из местных династов в первой половине XIV века, возможно, получил в свой герб изображение головы тура (зубра) от Владислава I Локетека по случаю победного похода против Бранденбургов (1325) с участием молдавских воинов. Позднее род династа либо угас, либо был покорён другим, а герб стал символом молдавской земли.
В своих исследованиях Г. Брэтяну полагал, что трансильванский воевода Николай Сирока, затеявший крестовый поход против татар в 1343 году от имени своего сюзерена короля Людовика, мог наделить геральдическим знаком в виде головы тура одного из молдавских воевод, отличившихся в сражениях.
Г. Балш, приведя факт присутствия коронованной головы зубра на гербе польской провинции Калиц, склонен видеть польское влияние на происхождение герба Молдовы.
Р. Вуя утверждает авторство Драгоша в создании своего фамильного герба, возможно, потому что родина его Сигет (Трансильвания), в гербе которого существует геральдическое изображение головы тура, а может быть, в знак памяти о его легендарной охоте. М. Берза и Д. Черноводяну считают, появления государственного герба связано с именем Богдана I. К. Кирицеску связывает появления герба Молдовы с именем Петра I Мушата.
Центральная геральдическая фигура (голова тура) герба дополнена сопутствующими элементами. Одним из них является звезда, расположенная между рогами. По левую и правую сторону головы, символ солнца — роза (розетка) и полумесяц. Полумесяц известен в польской, немецкой и венгерской геральдике с XII века, где он всегда сочетался с символом солнца.
Первое известное изображение герба Молдовы — голова тура (зубра) со звездой между рогами, с розой и полумесяцем по бокам появляется на печати Петра Мушата от 1377 года. На печати содержится легенда: «Petrus voivoda Moldaviensis». Герб появился и на монетах чеканки Петра Мушата. На лицевой стороне монет, таких как гроши, изображался династический герб дома Анжу — щит с тремя балками в первом поле и лилиями во втором; на оборотной стороне голова тура с лировидно-изогнутыми рогами, между которыми помещена пятиконечная звезда, а по бокам расположены розетка и полумесяц — династическая эмблема Мушатинов. Господарские печати всегда изображали голова тура и обычно содержали легенду на славянском языке. Как например: «Печать ИО Романа воевода Земле Молдавской» на печати к документу от 30 марта 1392 года. Голова быка на протяжении XIV века использовалась лишь как династическая эмблема дома Мушатинов, и только постепенно, начиная с конца правления Александра I Доброго и вплоть до Стефана III Великого стала государственным символом.
На печати к грамоте, подписанной Александром Добрым значится: «Печать Олександра воеводы, господарь Земли Молдавской». На печатях второй половины XV века — Стефана Великого герб Молдовы сопровождает легенда по славянски: «Печать ИO Стефана воевода господар Земли Молдавской». К XVII веку к гербу Молдовы стали добавлять регалии господаря: буздуган (булаву) и меч.

Печать Петра I Мушата. 1387
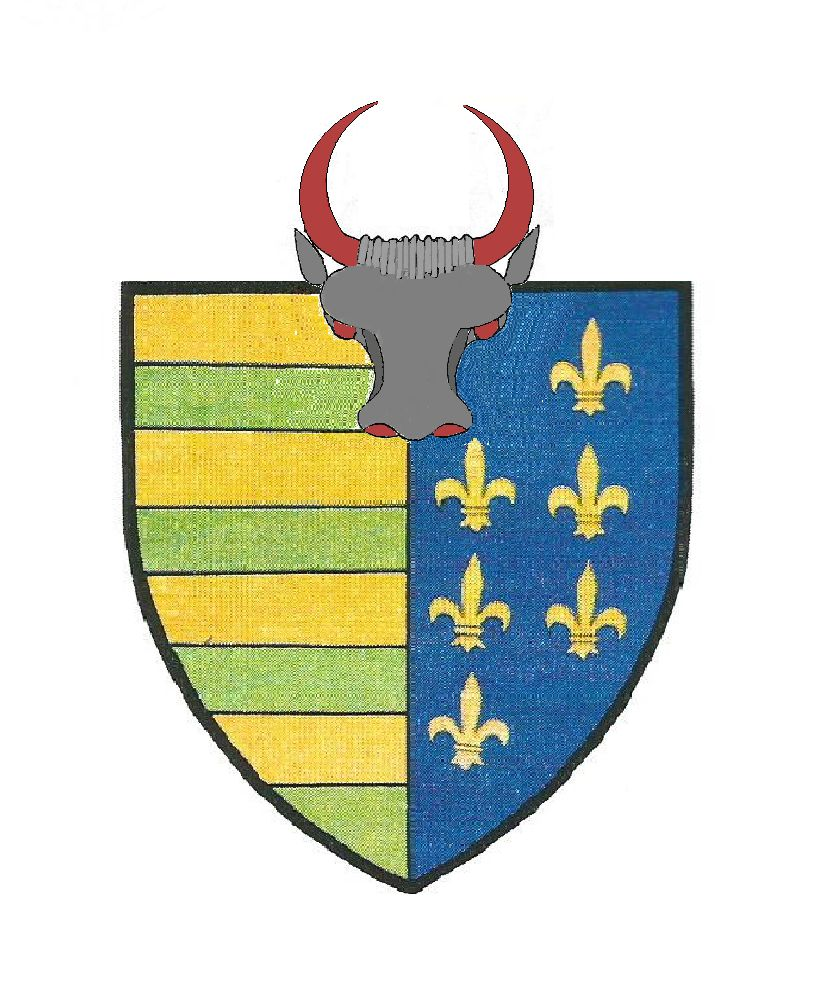
Герб Александра I Доброго (1400—1432)
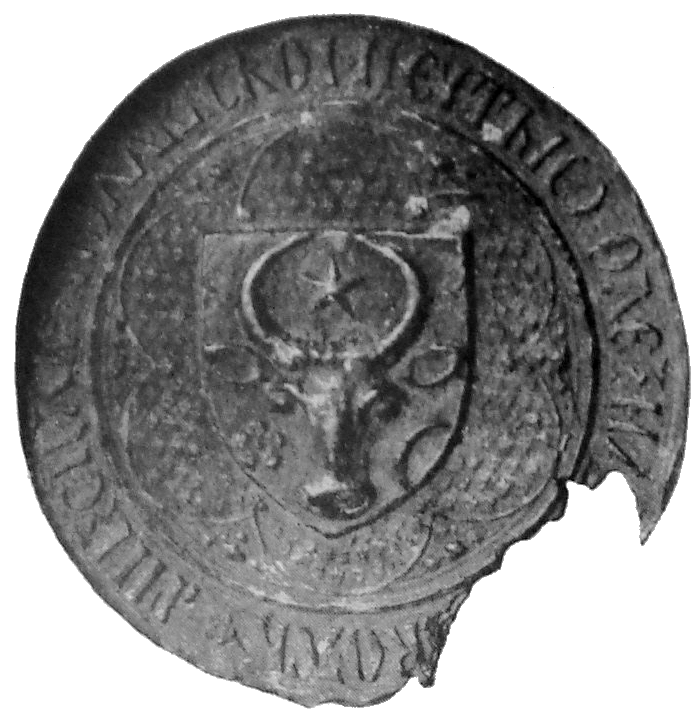
Печать Александра Доброго, 1400—1432
Печать Стефана III Великого, 1457—1504
Прорисовка герба с печати Стефана III Великого
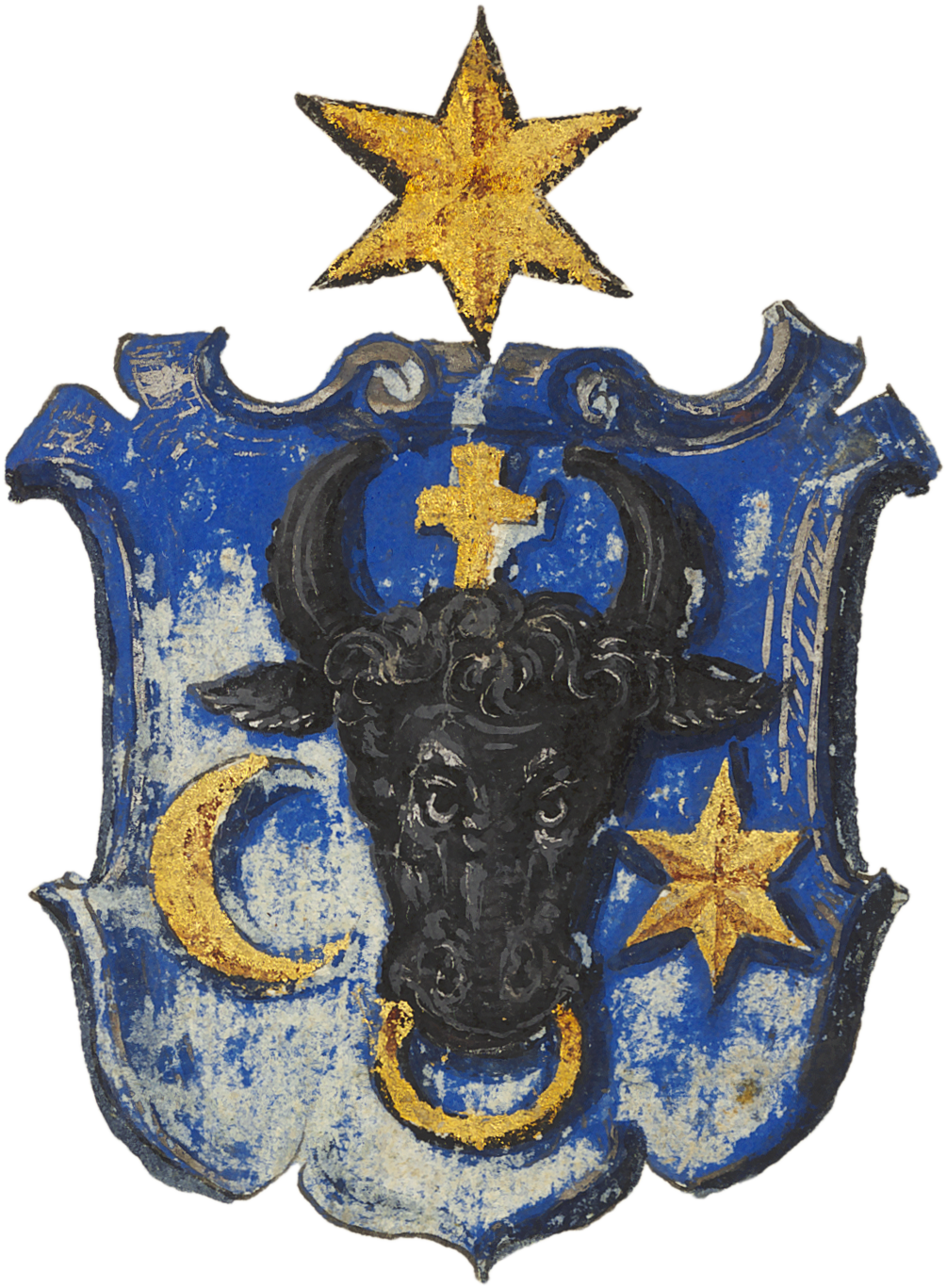
Герб Деспота Водэ, 1561
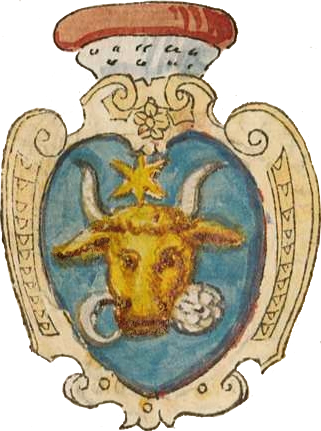
Герб из немецкого гербовника. Примерно 1586
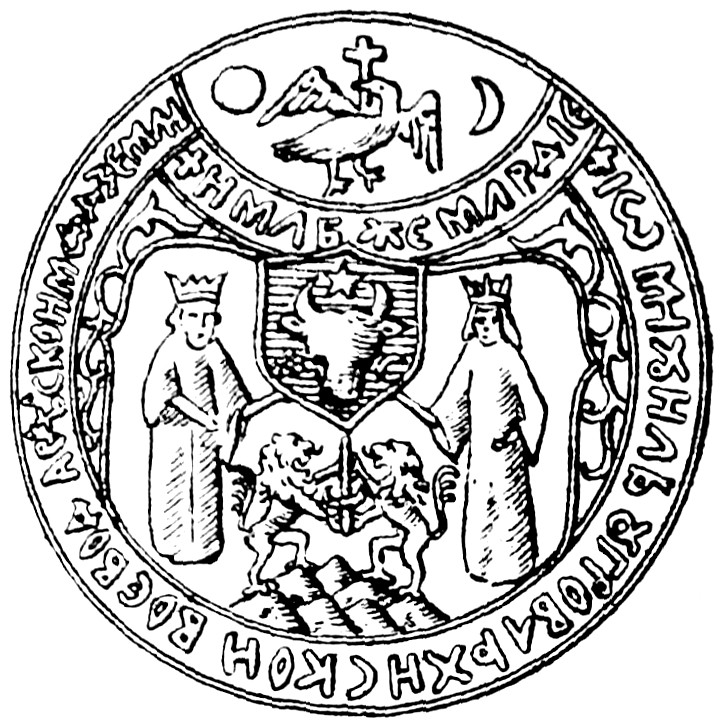
Фамильный герб Михая Храброго. Около 1600
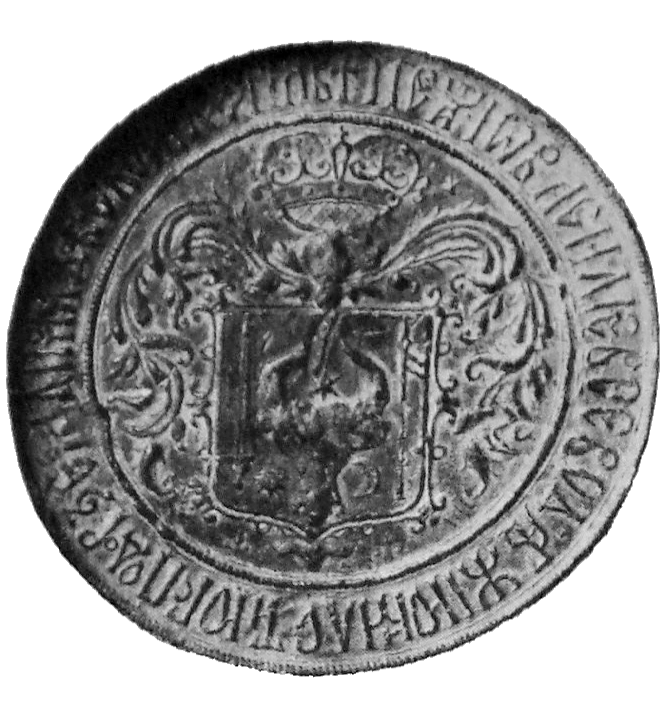
Печать Василия Лупу, 1641
Герб Молдовы при Василие Лупу, 1643
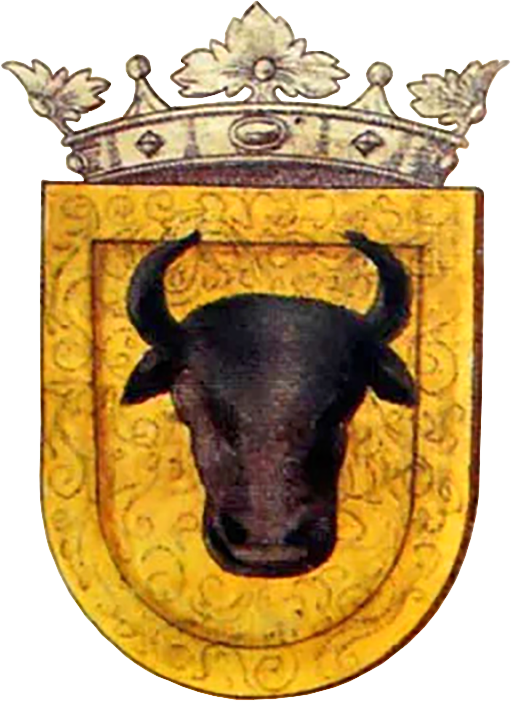
Герб из «Стемматографии» П. Р. Витезовича. 1702
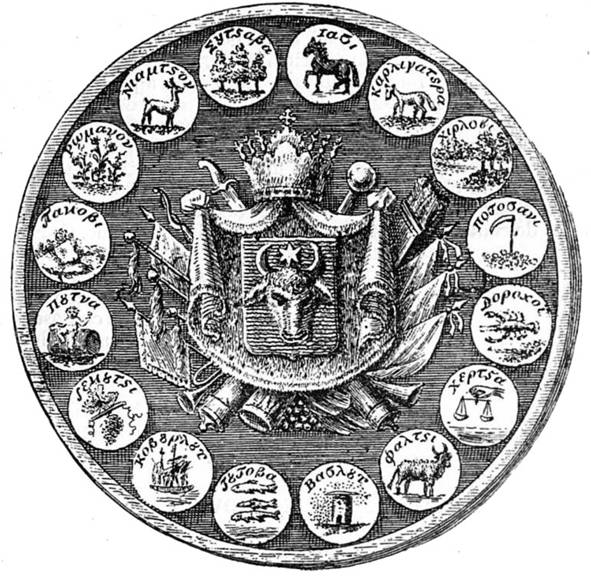
Герб Молдовы времён Александр Мурузи, 1806—1807. Поле щита — лазурь.
Малый герб. Прорисовка со знамени батальона княжества 1849
Большой герб. Прорисовка с паспорта. 1855

### Бессарабская губерния
Герб губернии утверждён Александром Вторым 5 июля 1878 года. Выглядел он следующим образом: «В лазуревом щите золотая голова тура (зубра), с червлёными глазами, языком и рогами, сопровождаемая, между рогами, золотой о пяти лучах звездой и по бокам вправо, серебряной розой о пяти лучах и влево таковым же полумесяцем, обращённым влево. Кайма из цветов Империи. Щит увенчан Императорской короной и окружён золотыми дубовыми листьями, соединёнными Андреевской лентой».

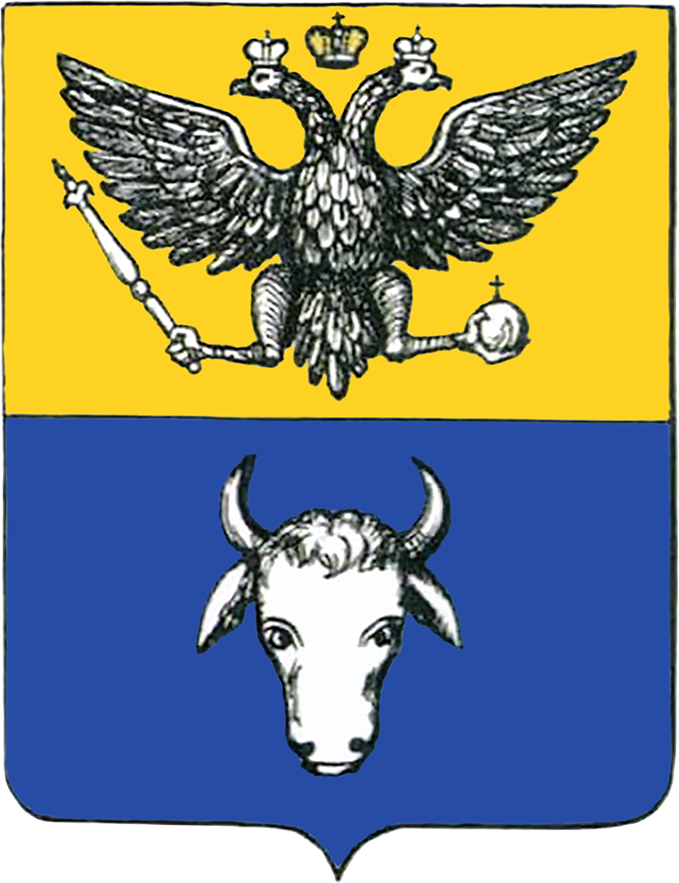
Герб Бессарабской области. 1815
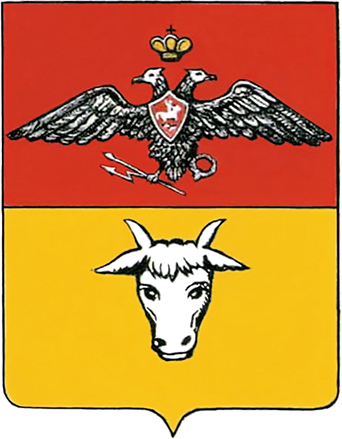
Герб Бессарабской области. Утверждён 2 апреля 1826 года
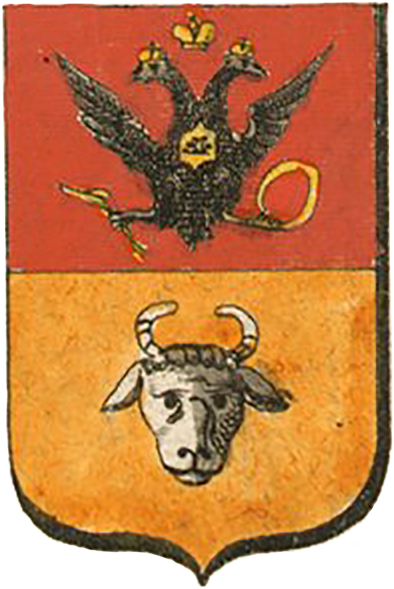
Герб Бессарабской губернии. Рисунок 1856
Герб Бессарабской губернии. Утверждён 5 июля 1878 года

### Молдавская демократическая республика 1917—1918 годов
Гербом Молдавской демократической республики являлся герб Бессарабской губернии без учёта чёрно-жёлто-серебряной каймы гербовых цветов Российской империи. Основной элемент герба — щит, на котором изображена голова тура. Между рогами которого пятиконечная звезда, справа — роза, слева — полумесяц. После 1918 года Румыния присоединяет Молдавскую Демократическую Республику, на территории которой было создана провинция Бессарабия, позже разделенная на 9 жудецев, где молдавский герб не использовался. Неофициально герб МДР как символ Молдовы использовался, например, для эмблемы Молдавского клуба в Яссах.

Герб на основе герба Бессарабской губернии.
Герб. Прорисовка с флага Сфатул Цэрий
Герб. Прорисовка с документов Сфатул Цэрий
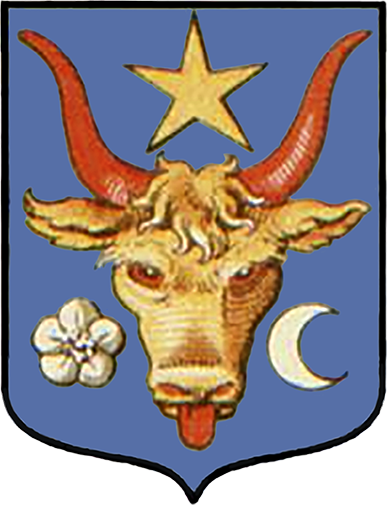
Герб Молдавской Демократической Республики. 1918
Эмблема автоклуба в Яссах. Начало 1930-х годов

### Молдавская АССР в составе Украинской ССР

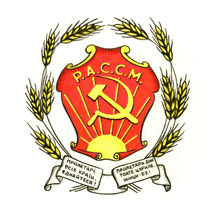
Герб АМССР, 1927—1938

В Конституции Молдавской АССР (23.04.1925) говорилось (статья 48): «Автономная Молдавская Социалистическая Советская Республика имеет свои государственные герб и флаг, установленные Молдавским Центральным Исполнительным Комитетом и утверждаемые Всеукраинским Центральным Исполнительным Комитетом» 4 сентября 1925 года на заседании Президиума ЦИКа АМССР был заслушан вопрос «О конкурсе на проект государственных герба и флага АМССР», вся работа по рассмотрению проектов была возложена на специально созданную комиссию. 21 сентября Малый Президиум ЦИК АМССР рассмотрел на своем заседании получившие наибольшую поддержку проекты герба и флага. Малый Президиум ЦИК одобрил проекты, но внёс изменения. В середине 19 октября 1925 года ЦИК АМССР на своём заседании утвердил вышеописанные проекты государственного герба и флага АМССР.
Герб Молдавской АССР по Конституции, принятой Чрезвычайным VII Всемолдавским съездом Советов 6 января 1938 года, представлял собой герб Украинской ССР с добавлением надписей на молдавском языке. Государственным гербом Молдавской Автономной Советской Социалистической Республики является Государственный герб УССР, который состоит из золотых серпа и молота, изображённых на красном фоне в лучах солнца, обрамленных колосьями, с надпись «УРСР» и «Пролетарі всіх країн, єднайтеся!» на украинском и молдавском языках, с добавлением под надписью «УРСР» буквами меньшего размера надписи «Молдавська АРСР» на украинском и молдавском языках.

### Герб Молдавской ССР

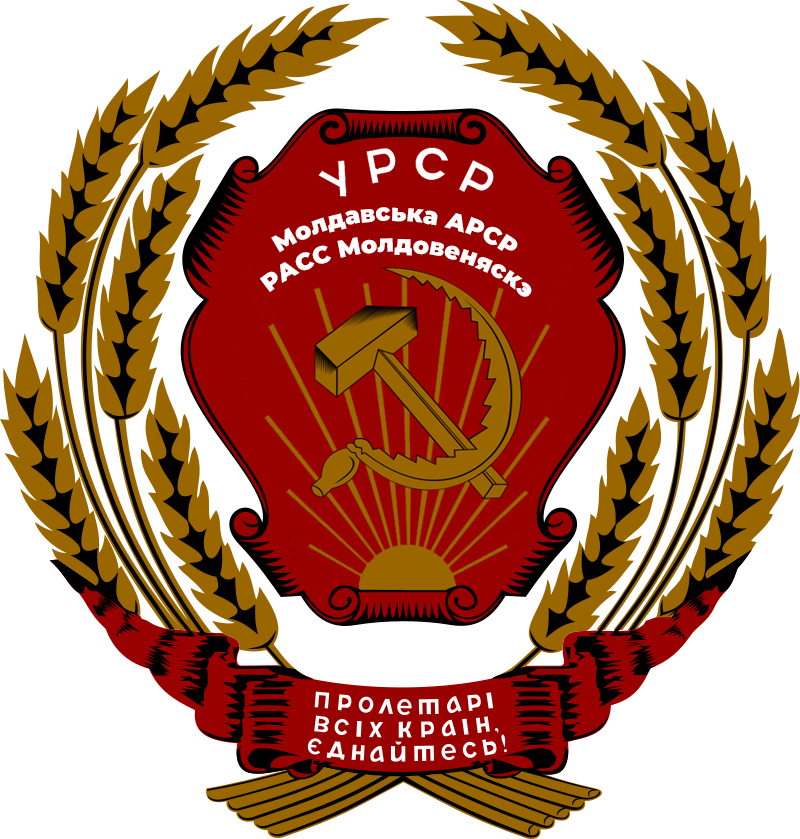
Герб АМССР, 1938—1940

Герб МССР, 1941—1990

Государственный герб Молдавской Советской Социалистической Республики в 1941—1990 годах представлял собой изображение серпа и молота в лучах солнца и в обрамлении колосьев и початков кукурузы с гирляндой из гроздьев винограда и плодов, с надписями на красной ленте: внизу «РССМ». На правой стороне на русском языке: «Пролетарии всех стран, соединяйтесь!», на левой — на молдавском языке «Пролетарь дин тоате цэриле, уници-вэ!» В верхней части герба — пятиконечная звезда.

### Герб губернаторства Транснистрия

Герб румынского губернаторства Транснистрия, 1941—1944

30 августа 1941 года в Бендерах был подписан немецко-румынский договор, в соответствии с которым Приднестровье (рум. Transnistria) отошло к Румынии. По этому договору территория между Южным Бугом и Днестром, включающая части Винницкой, Одесской, Николаевской областей Украины и левобережную часть Молдовы, переходила под юрисдикцию и управление Румынии.
На основании этого договора правивший в Румынии в 1940—1944 годах Ион Антонеску издал 19 августа 1941 года Декрет № 1 об установлении румынской администрации в Транснистрии с резиденцией управления в городе Тирасполь (в середине октября 1941 года, после ухода Красной армии из Одессы, столица была перенесена туда).
Для губернаторства Транснистрия был утверждён герб: круглый щит, который состоял из печати молдавского правителя Стефана Великого (1457—1504), окруженной наименованием губернаторства. Щит помещён на груди румынского орла.

## Ведомственные гербы Молдовы

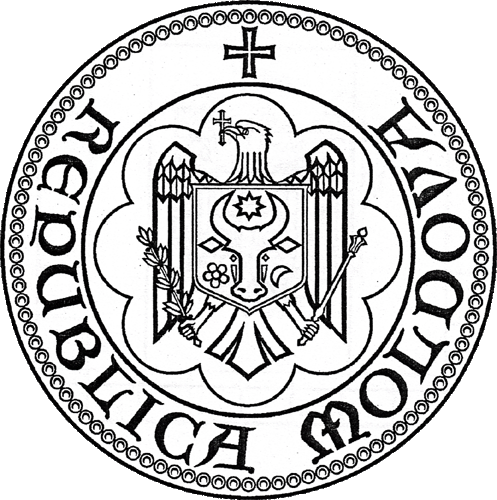
Государственная печать Молдовы
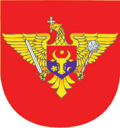
Герб вооружённых сил Молдовы
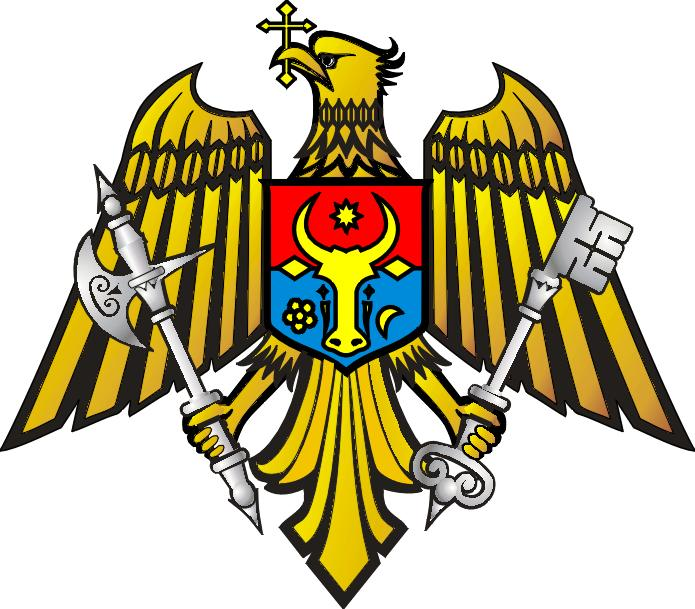
Герб пограничников Молдовы
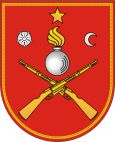
Герб карабинеров Молдовы

## Проекты нового герба
Сторонники независимости Молдовы, отстаивающие молдавскую идентичность, считают, что необходимо заменить символику периода «Великой Румынии» на молдавскую, соответствующую её государственности и традиции, основываясь на том, что суверенная Молдова является наследником Молдавского княжества и Молдавской Демократической республики в историческом, духовно-культурном и этническом смыслах и в его основе лежит молдавское духовное и культурное наследие.

Проект, составленный Д. А. Топалом
Проект герба, составленный А. Нестерюком
Проект, составленный С. Мазуром
Проект В. Лобачёва на основе герба МДР 1918 года.